# Jade (US-amerikanische Band)
Jade war eine US-amerikanische Girlgroup. Ihr größter Hit wurde die 1993er Single Don’t Walk Away.

## Werdegang
Tonya Kelly wuchs in Chicago auf, wo sie durch die Musik von Sarah Vaughan und Nat Cole inspiriert wurde. Joi Marshall, ebenfalls aus Chicago, wurde durch ihre Eltern mit dem Motown-Sound vertraut, besonders mit der Musik von Diana Ross. Di Reed, die aus Houston stammt, hatte Erfahrungen als Gospelsängerin. Die drei Frauen lernten sich 1991 in Los Angeles kennen und gründeten 1992 die Gesangsgruppe Jade, die eine Synthese aus R&B und Dancefloor präsentierte.
Bereits mit den ersten drei Singles I Wanna Love You, Don’t Walk Away und One Woman eroberte das Trio 1992 und 1993 die internationalen Hitparaden. Looking for Mr. Do Right wurde Ende 1993 ein Charterfolg in den USA. Für das Debütalbum Jade to the Max gab es eine Platin-Auszeichnung, und auf BET’s Listening Party (1993) veröffentlichte Jade eine Coverversion von dem Prince-Song Do Me, Baby aus dessen Album Controversy. Mit einer langen Tournee sowie Auftritten in der Tonight Show, in The Arsenio Hall Show und bei Top of the Pops setzten Jade ihre Karriere fort.
Auf dem 1994er Gold-Album Mind, Body & Song brachten sich die Musikerinnen bei fünf Liedern als Co-Autorinnen mit ein und produzierten das A-cappella-Intro sowie den Schluss-Track selbst. Die Single 5-4-3-2 (Yo! Time Is Up) hielt 1994 Einzug in die Billboard Hot 100, mit Every Day of the Week konnte die Girlgroup Anfang 1995 nochmals international punkten. Kurze Zeit später trennte sich die Band.
1997 kam es zu einer kurzzeitigen Reunion. Jade veröffentlichten den Track Keep On Risin’, der Teil des Soundtracks zum Film Der Teamgeist (OT: The Sixth Man) wurde.
Eine weitere Reunion folgte 2014. Das Trio veröffentlichte eine neue Single mit dem Titel Baby Luv.

## Mitglieder
- Di Reed (* in Houston, Texas), Gesang
- Joi Marshall (* in Chicago, Illinois), Gesang
- Tonya Kelly (* in Chicago, Illinois), Gesang

## Diskografie

### Alben
- 1992: Jade to the Max (Giant Records)
- 1993: BET’s Listening Party starring Jade (Giant Records)
- 1994: Mind, Body & Song (Giant Records)

### Singles
- 1992: I Wanna Love You
- 1992: Don’t Walk Away
- 1993: One Woman
- 1993: Looking for Mr. Do Right
- 1993: All Thru the Nite (POV feat. Jade)
- 1994: 5-4-3-2 (Yo! Time Is Up)
- 1994: Every Day of the Week